# (74392) 1998 XN55
(74392) 1998 XN55 – planetoida z pasa głównego asteroid okrążająca Słońce w ciągu 4,52 lat w średniej odległości 2,73 j.a. Odkryta 15 grudnia 1998 roku.